# Pilotos de Kirovabad
Los pilotos de Kirovabad es el nombre asignado popularmente a los casi dos centenares aviadores republicanos españoles que estudiaron en la ciudad soviética de Kirovabad (hoy Ganyá, Azerbaiyán). Los pilotos combatieron durante la guerra civil española y algunos de ellos formaron parte del Ejército Rojo durante la Segunda Guerra Mundial.

## Historia

### Guerra civil
Después del inicio de la guerra civil española, el Gobierno de la Segunda República tuvo urgente necesidad de formar a nuevos aviadores y para ello, firmó un convenio con la URSS en el que formaron pilotos en la Escuela Militar de Vuelo n.º 20 de GanyáRSS de Azerbaiyán. 
Más de 500 jóvenes voluntarios se formaron parte de este programa de 1936 a 1939. Para participar, primero se debían superar unos exámenes teóricos y físicos en el aeródromo murciano de San Javier, teniendo que ser seleccionado posteriormente para formar parte de la expedición de alumnos. Los seleccionados tenían que asimilar en siete meses las enseñanzas que normalmente se realizaban en tres años de formación. De vuelta a España sustituyeron a los pilotos veteranos de la aviación de preguerra y a los voluntarios de las Brigadas Internacionales.
Los 180 aviadores españoles del último turno de formación (1939), acabada la guerra civil, decidieron alistarse a la aviación soviética en la Segunda Guerra Mundial, ya que no podían volver a España. También se sumaron a las filas soviéticas otros aviadores españoles que se habían formado en Kirovabad y que consiguieron escapar de los campos de internamiento en Francia; sin embargo, éstos estuvieron que pasar duras "pruebas de valor" hasta ser aceptados en el ejército soviético.

### Papel durante la Segunda Guerra Mundial
Los aviadores españoles participaron en misiones estratégicas muy importantes, como la defensa de los pozos de petróleo de Bakú, que suponían un 80 % del abastecimiento petrolífero de la URSS.

## Posguerra y homenajes oficiales
En diciembre de 1936 (otras fuentes hablan de enero de 1937) y bajo el mando del capitán Manuel Cascón Briega, viajó la primera promoción en la motonave Ciudad de Cádiz hasta la Unión Soviética. La primera promoción regresó a España a finales de la primavera de 1937. La mayoría de pilotos estaban capacitados en los Polikarpov I-15 e I-16. 
El Polikarpov I-16 que usó José María Bravo en la Segunda Guerra Mundial fue recuperado de las inmediaciones del lago Kokkoyarvi en 1992 y es propiedad de la Fundación Infante de Orleans desde 2005.

## Pilotos destacados
- Manuel Cascón Briega (1895-1939): jefe de la Aviación Militar de la República durante el último mes de la guerra civil española.
- Eduardo Claudín Moncada (1910-1938): aviador militar español.
- Miguel Ángel Sanz Bocos (1918-2018): piloto de caza, último piloto de la guerra civil española en fallecer.
- Rómulo Negrín (1917-2004): piloto republicano e hijo de Juan Negrín.

## Homenajes
En 2014 se presentó el Museo de Historia de Cataluña el documental Sobre el cielo de Azerbaiyán, dirigido por Sagrario Perpiñán y promocionado por Azerbaiyán.